# Agrios (Sohn des Odysseus)
Agrios (altgriechisch Ἄγριος Ágrios) ist eine Person der griechischen Mythologie.
Er erscheint in der Theogonie des Hesiod als Sohn des Odysseus und der Kirke. Seine Geschwister sind Latinos und Telegonos, mit denen er über die Tyrsener herrscht.